# Real as It Gets
Real As It Gets è un singolo del rapper statunitense Lil Baby pubblicato il 4 marzo 2021.

## Tracce
1. Real As It Gets – 3:12